# Nejlepší trenér (ELH)
Nejlepší trenér je ocenění pro nejlepšího trenéra české hokejové extraligy. Toto ocenění sponzorují a udělují Lidové noviny.

## Držitelé
| Sezóna    | Trenér            | Tým                     |
| --------- | ----------------- | ----------------------- |
| 1993/1994 | Marek Sýkora      | HC Vítkovice            |
| 1994/1995 | Horst Valášek     | HC Dadák Vsetín         |
| 1995/1996 | Josef Beránek     | HC Chemopetrol          |
| 1996/1997 | Miloš Říha        | HC IB Pardubice         |
| 1997/1998 | Marek Sýkora      | HC Keramika Plzeň       |
| 1998/1999 | Marek Sýkora      | HC Keramika Plzeň       |
| 1999/2000 | František Výborný | HC Sparta Praha         |
| 2000/2001 | Zdislav Tabara    | HC Slovnaft Vsetín      |
| 2001/2002 | Václav Sýkora     | HC Sparta Praha         |
| 2002/2003 | Vladimír Růžička  | HC Slavia Praha         |
| 2003/2004 | Ernest Bokroš     | HC Hamé Zlín            |
| 2004/2005 | Vladimír Vůjtek   | HC Vítkovice Steel      |
| 2005/2006 | František Výborný | HC Sparta Praha         |
| 2006/2007 | František Výborný | HC Sparta Praha         |
| 2007/2008 | Zdeněk Venera     | HC Energie Karlovy Vary |
| 2008/2009 | Vladimír Růžička  | HC Slavia Praha         |
| 2009/2010 | Václav Sýkora     | HC Eaton Pardubice      |
| 2010/2011 | Vladimír Růžička  | HC Slavia Praha         |
| 2011/2012 | Zdeněk Venera     | HC Kometa Brno          |
| 2012/2013 | Rostislav Vlach   | PSG Zlín                |
| 2013/2014 | Rostislav Vlach   | PSG Zlín                |
| 2014/2015 | Radim Rulík       | HC Verva Litvínov       |
| 2015/2016 | Filip Pešán       | Bílí Tygři Liberec      |
| 2016/2017 | Filip Pešán       | Bílí Tygři Liberec      |
| 2017/2018 | Libor Zábranský   | HC Kometa Brno          |
| 2018/2019 | Václav Varaďa     | HC Oceláři Třinec       |
| 2019/2020 | Patrik Augusta    | Bílí Tygři Liberec      |
| 2020/2021 | Václav Varaďa     | HC Oceláři Třinec       |
| 2021/2022 | Václav Varaďa     | HC Oceláři Třinec       |
| 2022/2023 | Zdeněk Moták      | HC Oceláři Třinec       |
| 2023/2024 | Zdeněk Moták      | HC Oceláři Třinec       |
| 2024/2025 | Kamil Pokorný     | HC Kometa Brno          |